# Microtus
Microtus é um gênero de roedores da família Cricetidae.

## Espécies
- Microtus abbreviatus  Miller, 1899
- Microtus agrestis  (Linnaeus, 1761)
- Microtus anatolicus  Krystufek e Kefelioglu, 2002
- Microtus arvalis  (Pallas, 1778)
- Microtus bavaricus  König, 1962
- Microtus brachycercus  Lehmann, 1961
- Microtus breweri  (Baird, 1858)
- Microtus cabrerae  Thomas, 1906
- Microtus californicus  (Peale, 1848)
- Microtus canicaudus  Miller, 1897
- Microtus chrotorrhinus  (Miller, 1894)
- Microtus clarkei  Hinton, 1923
- Microtus daghestanicus  (Shidlovskii, 1919)
- Microtus dogramacii  Kefelioglu e Krystufek, 1999
- Microtus duodecimcostatus  de Sélys-Longchamps, 1839
- Microtus evoronensis  Kovalskaya e Sokolov, 1980
- Microtus felteni  Malec e Storch, 1963
- Microtus fortis  Büchner, 1889
- Microtus gerbei  (Gerbe, 1879)
- Microtus gregalis  (Pallas, 1779)
- Microtus guatemalensis  Merriam, 1898
- Microtus guentheri  (Danford e Alston, 1880)
- Microtus ilaeus  Thomas, 1912
- Microtus irani  Thomas, 1921
- Microtus kikuchii  Kuroda, 1920
- Microtus levis  Miller, 1908
- Microtus liechtensteini  Wettstein, 1927
- Microtus limnophilus  Büchner, 1889
- Microtus longicaudus  (Merriam, 1888)
- Microtus lusitanicus  (Gerbe, 1879)
- Microtus majori  Thomas, 1906
- Microtus maximowiczii  (Schrenk, 1859)
- Microtus mexicanus  (Saussure, 1861)
- Microtus middendorffii  (Poliakov, 1881)
- Microtus miurus  Osgood, 1901
- Microtus mongolicus  (Radde, 1861)
- Microtus montanus  (Peale, 1848)
- Microtus montebelli  (Milne-Edwards, 1872)
- Microtus mujanensis  Orlov e Kovalskaya, 1978
- Microtus multiplex  (Fatio, 1905)
- Microtus oaxacensis  Goodwin, 1966
- Microtus ochrogaster  (Wagner, 1842)
- Microtus oeconomus  (Pallas, 1776)
- Microtus oregoni  (Bachman, 1839)
- Microtus paradoxus  Ognev e Heptner, 1928
- Microtus pennsylvanicus  (Ord, 1815)
- Microtus pinetorum  (Le Conte, 1830)
- Microtus qazvinensis  Golenishchev, 2003
- Microtus quasiater  (Coues, 1874)
- Microtus richardsoni  (DeKay, 1842)
- Microtus sachalinensis  Vasin, 1955
- Microtus savii  (de Sélys-Longchamps, 1838)
- Microtus schelkovnikovi  (Satunin, 1907)
- Microtus schidlovskii  Argyropulo, 1933
- Microtus socialis  (Pallas, 1773)
- Microtus subterraneus  (de Sélys-Longchamps, 1836)
- Microtus tatricus  Kratochvil, 1952
- Microtus thomasi  (Barrett-Hamilton, 1903)
- Microtus townsendii  (Bachman, 1839)
- Microtus transcaspicus  Satunin, 1905
- Microtus umbrosus  Merriam, 1898
- Microtus xanthognathus  (Leach, 1815)